# Zhu Xiaoxiang
Zhu Xiaoxiang (chinesisch 朱晓香, Pinyin Zhū Xiǎoxiāng; * 1984 in Hunan, Volksrepublik China) ist eine chinesische Luft- und Raumfahrttechnikerin, Geodätin und Universitätsprofessorin für Data Science in der Erdbeobachtung an der Technischen Universität München.

## Leben
Zhu studierte Luft- und Raumfahrttechnik von 2002 bis 2006 an der Universität für Wissenschaft und Technik der Landesverteidigung in Changsha und erhielt dort ihren Bachelor of Engineering. Anschließend ging sie in den Studiengang Earth Oriented Space Science and Technology (ESPACE) an der TU München über und erhielt 2008 ihren Master of Science. Drei Jahre war Zhu im Anschluss wissenschaftliche Mitarbeiterin am Lehrstuhl für Methodik der Fernerkundung, bis sie 2011 an der International Graduate School of Science and Engineering der TUM zum Doktoringenieur über Synthetic Aperture Radar promovierte. Im Jahr 2013 folgte die Habilitation auf dem Gebiet der Signalverarbeitung. Zwischenzeitlich wirkte sie als Gastwissenschaftlerin am Istituto per il rilevamento elettromagnetico dell’ambiente des Consiglio Nazionale delle Ricerche in Italien (2009), an der Fudan-Universität in Shanghai (2014) und der Universität Tokio (2015).
Nachdem sie seit Dezember 2013 als Privatdozentin an der TU München lehrte, folgte im Juni 2015 die Ruf an den neugegründeten Lehrstuhl für Signalverarbeitung in der Erdbeobachtung (mittlerweile: Data Science in der Erdbeobachtung).
Seit 2011 leitet Zhu die Munich-Aerospace-Forschungsgruppe SparsEO („Sparse Reconstruction and Compressive Sensing for Remote Sensing and Earth Observation“). Im Jahr 2013 übernahm sie zudem die Leitung der Forschungsgruppe „Signal Analysis“ am Deutschen Zentrum für Luft- und Raumfahrt (DLR) sowie der Helmholtz-Hochschulnachwuchsgruppe SiPEO („Signal Processing in Earth Observation“) am DLR und der TU München. Seit 2018 leitet sie auch die Abteilung „EO Data Science“ des Instituts für Methodik der Fernerkundung des DLR.
Zhus Forschungsgebiet liegt in der Signalverarbeitung im Bereich der Erdbeobachtung. Insbesondere entwickelt sie Algorithmen um Geoinformation aus Satellitendaten zu erhalten, die beispielsweise zur Erfassung von Naturgefahren oder der Kartierung von Städten dienen.
Sie ist Mitglied der Gesellschaft deutscher Professoren chinesischer Herkunft sowie seit März 2016 des Jungen Kollegs der Bayerischen Akademie der Wissenschaften und seit Mai selbigen Jahres der Jungen Akademie.

## Auszeichnungen
- 2024: Mitglied der Academia Europaea
- 2018: Leopoldina Early Career Award[1]
- 2018: Heinz-Maier-Leibnitz-Medaille
- 2018: PRACE Ada Lovelace Award[2]
- 2017: Helmholtz Excellence Professorship
- 2016: ERC Starting Grant
- 2016: IEEE GRSS Early Career Award
- 2016: DLR Science Award
- 2015: Heinz-Maier-Leibnitz-Preis
- 2015: Helene-Lange-Preis der EWE-Stiftung und der Universität Oldenburg[3]
- 2015: „Best Innovators Under 35“ der Technology Review Germany
- 2012: Hugo-Denkmeier-Preis
- 2011: Dimitri N. Chorofas Foundation Research Award

## Schriften (Auswahl)
- 2011: Very High Resolution Tomographic SAR Inversion for Urban Infrastructure Monitoring – A Sparse and Nonlinear Tour. C.H. Beck, München, ISBN 978-3-7696-5078-5 (Dissertation; PDF; 46,5 MB; englisch).